# Jon Carter (dj)
Jon Carter (24 februari 1970) is een Brits muzikant. Hij is vooral actief in de house-, bigbeat- en breakbeat-stroming. Hij richtte ook de kort bestaande formatie Monkey Mafia op. In 2004 moest hij noodgedwongen zijn muziekcarrière staken vanwege gehoorproblemen.

## Biografie
De uit de regio Essex afkomstige Carter begint in de muziek als hij in bands speelt wanneer hij aan de universiteit in Southampton studeert. Hij studeert niet af maar gaat als vroege twintiger in Londen wonen om er als geluidstechnicus te gaan werken in muziekstudio's. Naast dit werk begint hij ook zelf te produceren. In 1995 verschijnt de single Blow The Whole Joint up onder de naam Monkey Mafia. Het nummer past in de dan opkomende bigbeat-stijl. De singles Work Mi Body (1996) en de 15 Steps EP (1997) volgen daarop en het album Live At The Social Volume 2 (1996) wordt gemixt. Hij bouwt Monkey Mafia ook uit tot een band. Ook Daniel Peppe, Paul Smith en Stephen white treden toe tot de groep. In 1998 verschijnt op het Wall of Sound Records het diverse album Shoot the boss, waarop hij ook met vocalisten werkt en veel invloeden uit de Reggae zijn verwerkt. Zo is rapper Silvah Bullet te gast. Het album, met een foto van de Watts-rellen op de cover, wordt vrij goed ontvangen. De groep speelt daarna in de voorprogramma's van de tournees van Roni Size en Massive Attack. Na de tournees wordt Monkey Mafia weer geruisloos ontbonden. Carter blijft solo actief. In 1998 maakt hij ook een track onder de naam Magnum Force, met de mannen die later de groep FC Kahuna vormen. De jaren daarop brengt hij nog enkele singles en het album 7 Live #1 (2000) uit. Hij verschuift zijn stijl meer richting house in die jaren. Hij maakt ook remixen voor onder andere U2, The Prodigy en Kula Shaker. In 2001 trouwt hij met presentatrice Sara Cox. Dit huwelijk zal tot 2006 stand houden en ze krijgen een dochter. In 2004 is hij betrokken bij het project Two Culture Clash. Hierop werken danceproducers als Justin Robertson, Philippe Zdar en Roni Size samen met reggae artiesten. Hij werkt erop samen met Patra. Vanaf 2004 moet hij zijn muzikale activiteiten fors verminderen vanwege force klachten aan zijn gehoor. Hij daarom gaat hij het zakenleven in en richt hij een keten van pubs op waar livemuziek wordt gespeeld. Toch laat hij te pas en te onpas nog muzikaal van zich horen. Zo maakt hij in 2008 de singles Freakshow en The Rabbit. In 2012 blaast hij Monkey Mafia weer kortstondig nieuw leven in voor de single Royal Ascott.

## Discografie

### Albums
- Monkey Mafia - Live At The Social Volume 2 (1996)
- Monkey Mafia - Shoot the Boss (1998)
- 7 Live #1 (2000)